# 练廷璜
练廷璜（？—？），广东省连平县人，清朝官员。拔貢出身。
道光十一年（1831年），接替李述三。擔任江蘇宜興縣知縣。后由顏毓奇接任。曾于1845年接替洪玉珩任松江府知府一职，1849年由张廷杰接任。